# Brunettia salax
Brunettia salax és una espècie d'insecte dípter pertanyent a la família dels psicòdids que es troba a Austràlia: Queensland.